# Материенко, Николай Филиппович
Николай Филиппович Материенко (1922—1944) — лейтенант Рабоче-крестьянской Красной Армии, участник Великой Отечественной войны, Герой Советского Союза (1944).

## Биография
Николай Материенко родился 26 августа 1922 года в селе Михайловка (ныне территория Балаклейского района Харьковской области Украины). До призыва в армию работал в колхозе. В апреле 1941 года Материенко был призван на службу в Рабоче-крестьянскую Красную Армию. С начала Великой Отечественной войны — на её фронтах. В 1942 году ускоренным курсом окончил Сумское артиллерийское училище. В боях три раза был ранен и контужен.
К декабрю 1943 года лейтенант Николай Материенко командовал батареей 699-го истребительно-противотанкового артиллерийского полка 18-й истребительно-противотанковой артиллерийской бригады 3-й ударной армии 2-го Прибалтийского фронта. Отличился во время освобождения Псковской области. 1 декабря 1943 года батарея Материенко четыре дня успешно отражала немецкие контратаки к юго-западу от Невеля, продержавшись до подхода основных сил. В тех боях Материенко получил ранение, но продолжал сражаться.
Указом Президиума Верховного Совета СССР от 4 июня 1944 года за «образцовое выполнение боевых заданий командования на фронте борьбы с немецкими захватчиками и проявленные при этом мужество и героизм» лейтенант Николай Материенко был удостоен высокого звания Героя Советского Союза. Орден Ленина и медаль «Золотая Звезда» он получить не успел, так как 22 июля 1944 года погиб в бою на территории Латвийской ССР. Похоронен в братской могиле в посёлке Константинова Дагдского края Латвии.
Был также награждён орденами Отечественной войны 1-й степени и Красной Звезды, двумя медалями.